# Метрополітен Теджона
Метрополітен Теджона (кор. 대전 도시철도) — метрополітен південнокорейського міста Теджон, став шостим метрополітеном в країні.

## Історія
Проектування Першої лінії метрополітену в Теджоні почалося у 1991 році, будівництво розпочалося 30 жовтня 1996 року. 15 березня 2006 відкрито першу чергу першої лінії довжиною 12,4 км з 12 станціями. У наступному році відкрилися ще 10 станцій.
У 2008 передбачалося почати будувати другу лінію, але держава припинила фінансування та будівництво не почалося.
У планах продовжити першу лінію, а також створити другу лінію схожу на Берлінський M-Bahn.

## Лінії
Всі станції метро Теджону — підземні, переважно з береговими платформами. Кінцеві станції мають три колії та дві острівні платформи.
| №           | Дата відкриття  | Останнє продовження | Кількість станцій | Кінцеві станції   | Довжина в км | Кількість підземних станцій | Примітки                                |
| ----------- | --------------- | ------------------- | ----------------- | ----------------- | ------------ | --------------------------- | --------------------------------------- |
| Перша лінія | 16 березня 2006 | 2007                | 22                | «Пханам»-«Пансок» | 20,6         | 22                          | Обслуговується чотиривагонними потягами |

## Галерея

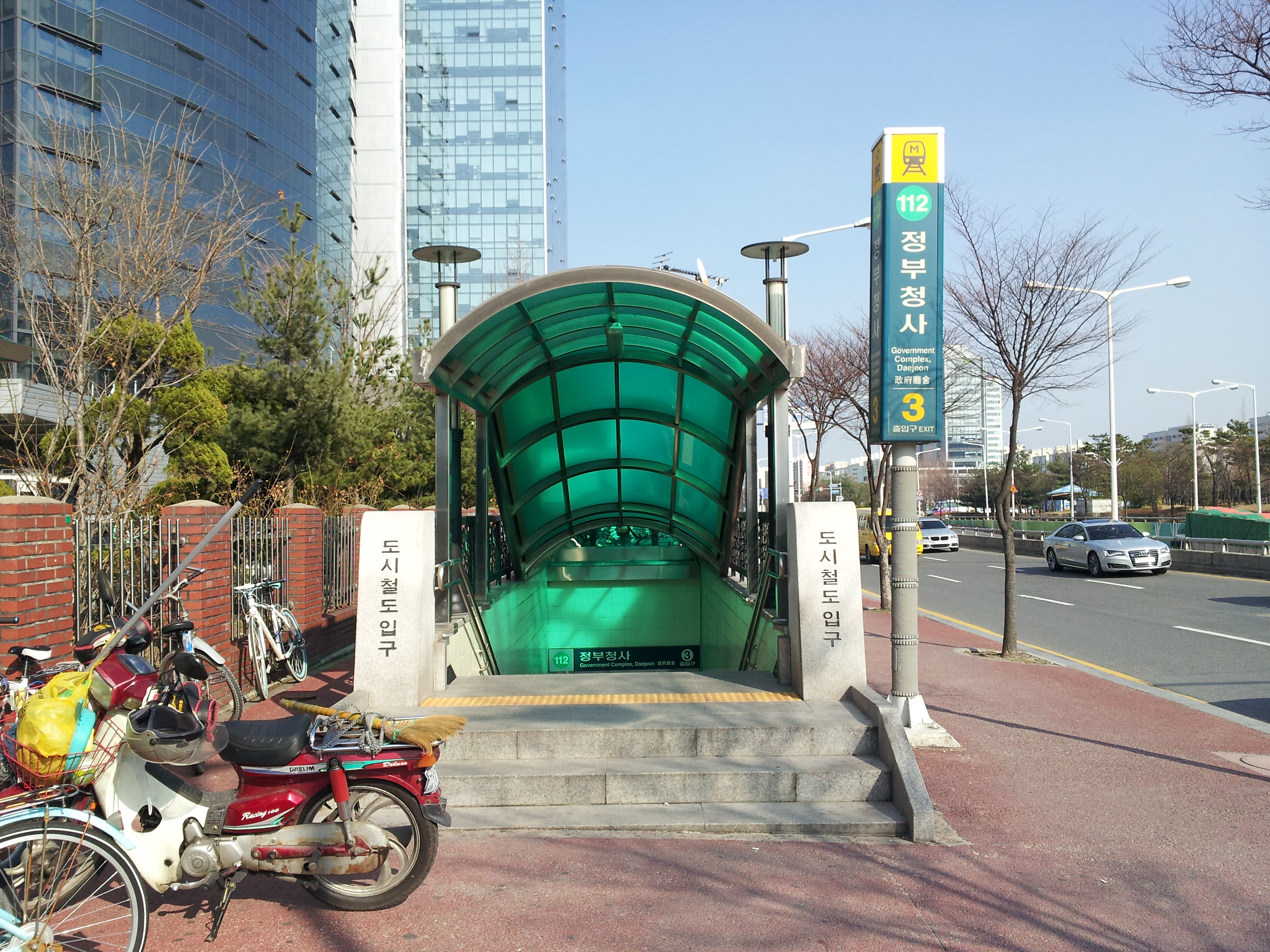
Один з виходів зі станції «Урядовий комплекс»
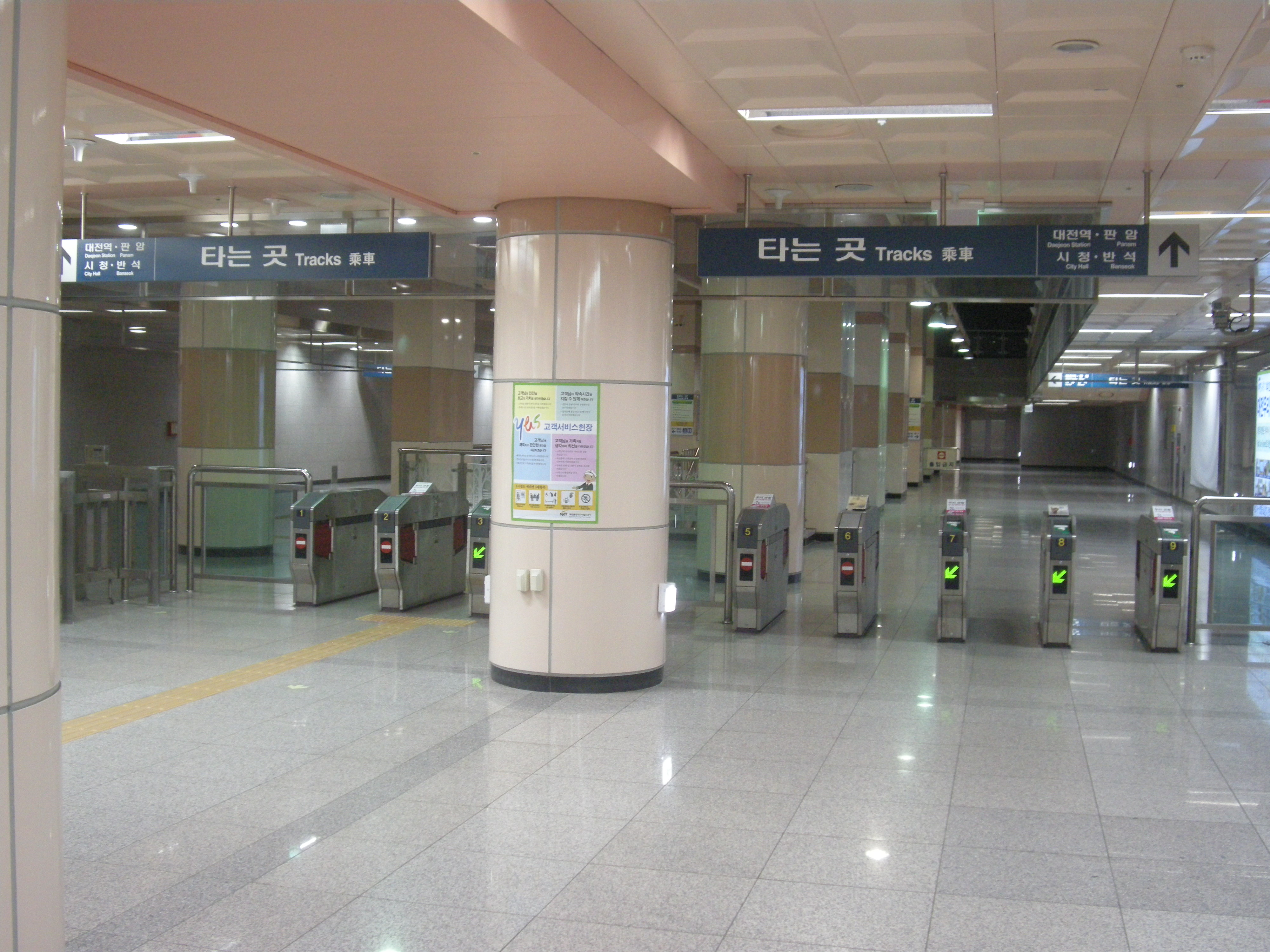
Турнікети на станції «Адміністрація району Чун»
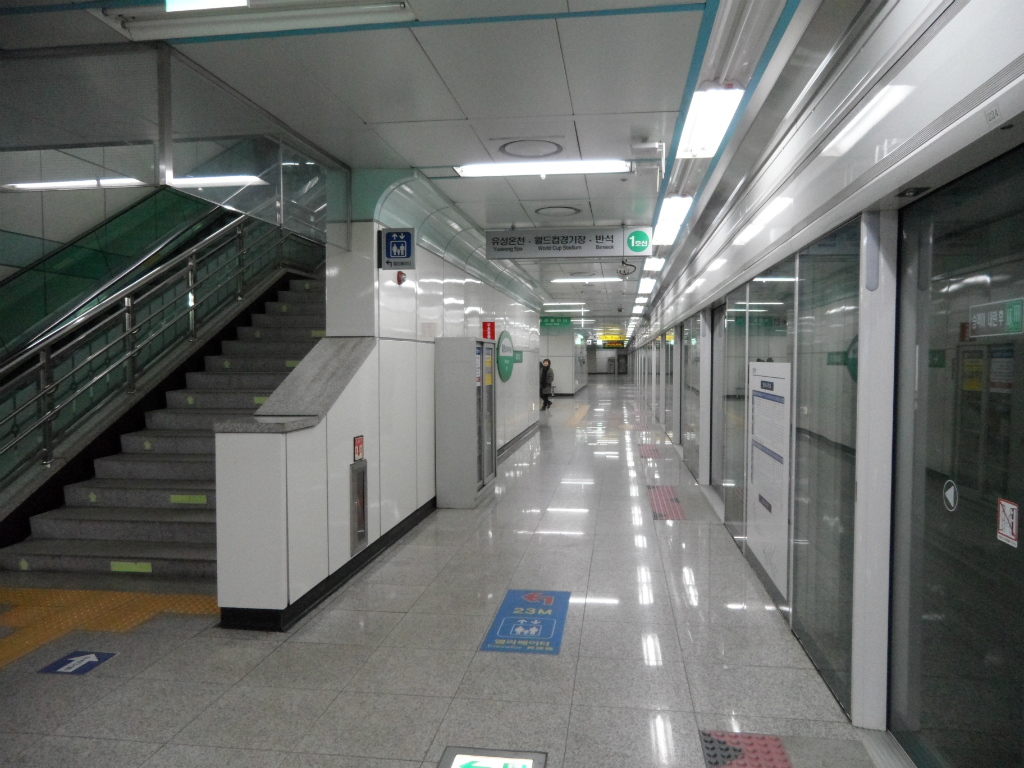
Платформа станції «Вольпхьонг»